# Барбо-Кристо
Барбо-Кристо — вилла постройки начала XX века в Гаспре, принадлежавшая ялтинскому землевладельцу Николаю Титушкину, впоследствии один из корпусов санатория «Марат», в последние годы подсобное здание.

## Предыстория
В 1820-х годах, после вынужденного отъезда из столицы, княгиня Анна Голицына становится владелицей приморской части Кореиза, имения площадью 43 десятины. Анна Сергеевна возводит усадебный дом, затем была построена первая со времени турецкого завоевания в 1475 году церковь на Южном берегу, множество хозяйственных построек и, единственная сохранившаяся постройка — винный подвал, сооружённый Карлом Эшлиманом (памятник архитектуры регионального значения), были посажены сад и виноградник, который к концу 1820-х годов насчитывал 30 тысяч кустов европейских сортов. По одной версии Анна Сергеевна, женив свою воспитанницу на управляющем имением Мейере, выделила молодой семье пустующие земли у Ай-Тодора (будущее Барбо-Кристо), которые обещала завещать после своей смерти. Мейер, на собственные сбережения, через несколько лет превратил пустырь в «превосходное имение». Княгиня же, изменив своё решение, продало земли Воронцову за 100000 рублей. По другой версии, через некоторое время после смерти Голицыной в 1838 году, имение Барбо-Кристо (точное название на момент покупки, как и дата пока не установлены) прибрёл князь Сергей Иванович Мещерский, с 1826 года женатый на Александре Борисовне Мещерской (1798—1876), дочери Бориса Андреевича Голицына. На 1889 год, как сообщается в «Практическом путеводителе по Крыму» Анны Москвич, имение Барбо-Кристо принадлежало Семёну Михайловичу Воронцову — точнее, его вдове, поскольку князь умер в 1882 году и в том же году Титушкин, совместно с Иваном Токмаковым выкупают Барбо-Кристо у вдовы Воронцова.

## Николай Николаевич Титушкин
Считается, что Николай Николаевич Титушкин, родившийся в 1850 году, был внебрачным сыном декабриста Николая Романовича Цебрикова от вольноотпущенной крестьянки Анны Титушкиной. Также существует версия, что обширные земельные угодья на Южнрм берегу Крыма Титушкин приобрёл к 1880-х годам на полученное после отца наследство. Также Николай Николаевич занимался виноторговлей, держал в Ялте контору с интересным названием «Самопомощь», издавал книги по виноделию.

## Имение Барбо-Кристо
К началу XX века (точная дата пока не установлена) в имении строится особняк, в котором также сдавалось жильё отдыхающим. Установлено, что в 1904 (или 1905 году) в Барбо-Кристо отдыхал с дочерью знаменитый фотограф С. М. Прокудин-Горский. Известны две его фоторафии 1904 года, на которых фигурирует дача: несохранившийся «Айпетри из Бирба-Криста» (№ 304 в «Списке 416» Прокудина-Горского) и снимок террасы дачи, подписанный просто «В Крыму», но который краеведы уверенно ассоциируют с особняком Титушкина.

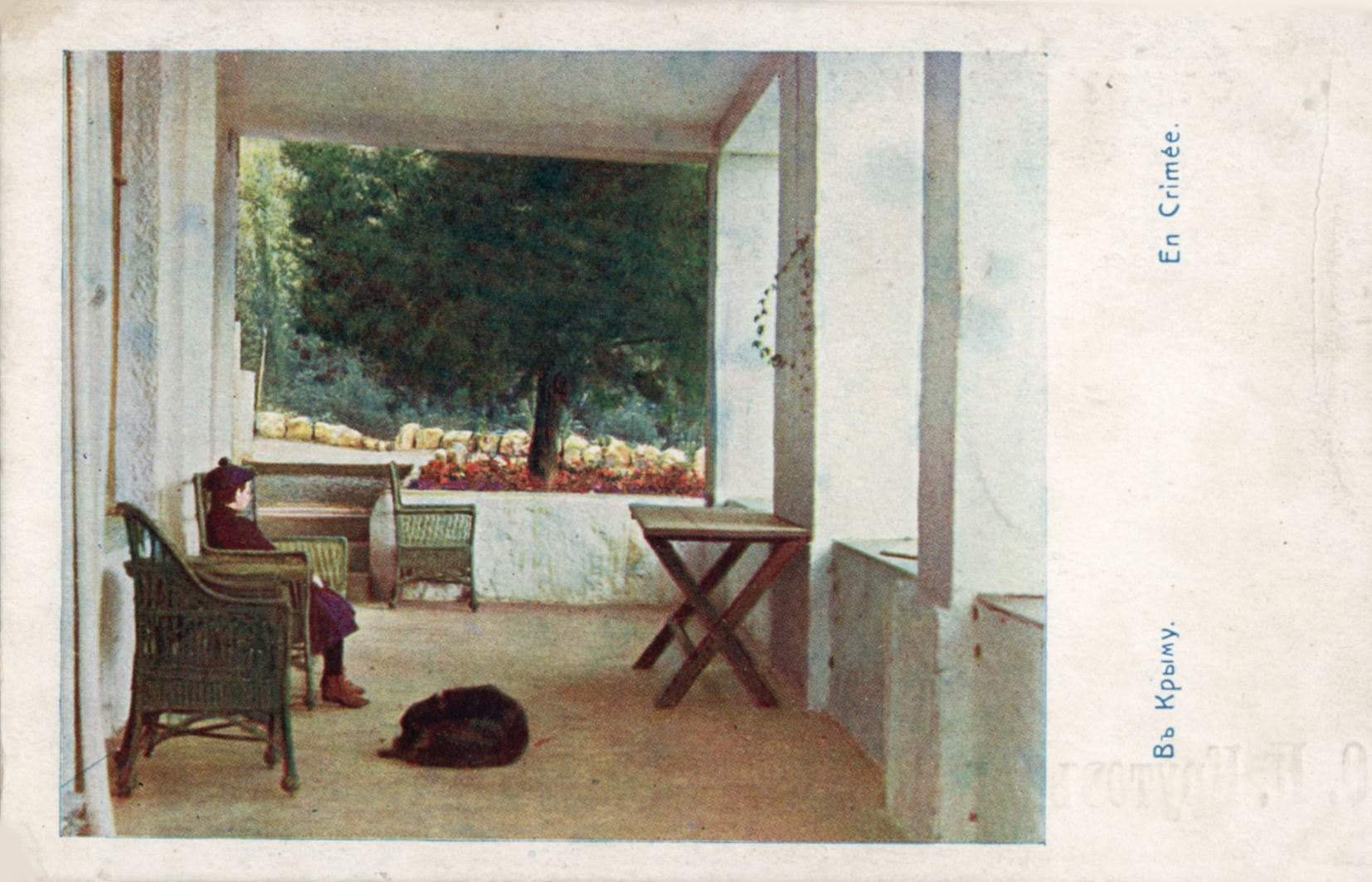
С. М. Прокудин-Горский. Барбо-Кристо.
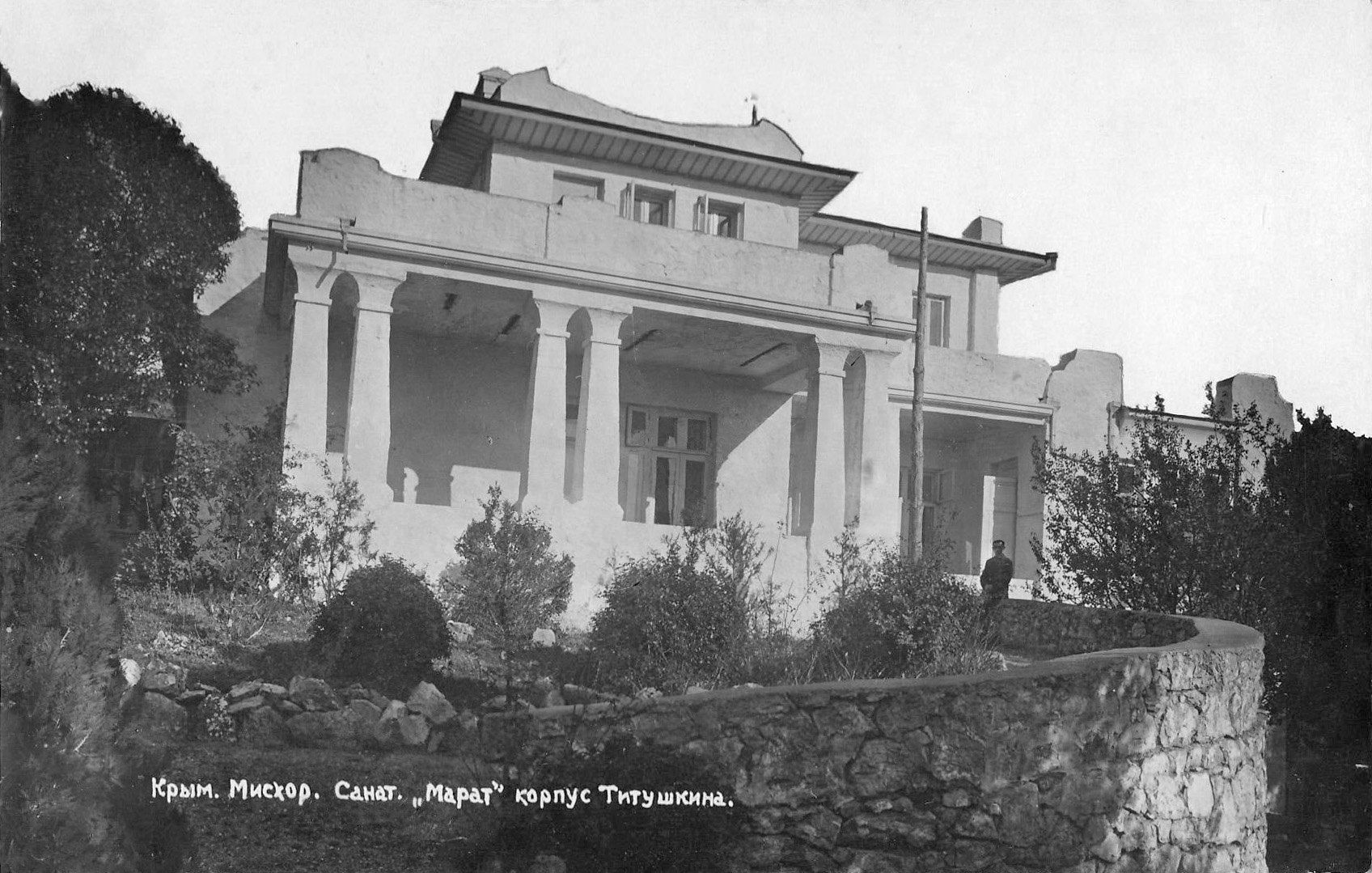
Санаторий "Марат". Корпус Титушкина,1930 г.
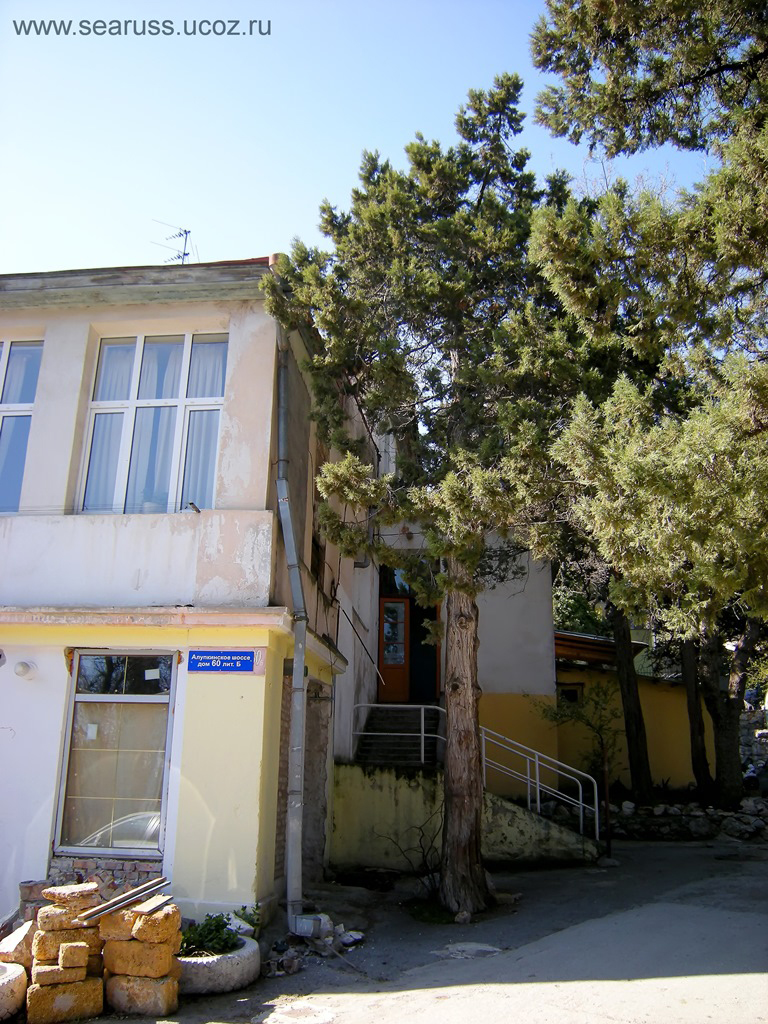
Состояние в 2017 г.

В начале 1900-х годов (видимо, после смерти Ивана Токмакова 1908 году, поскольку сделки оформлялись на Варвару Токмакову) совладельцы распродают земли имения более мелкими частями. Самым крупным покупателем стал Николай Николаевич Комстадиус, приобретший в три приёма около 1170 квадратных саженей (примерно 53 сотки) и устроивший на них имение Мурад-Авур. В путеводителе по Крыму Бумбера 1914 года сообщается
За бугром с мачтой — белый дворец с колонами Вел. кн. Николая Николаевича и рядом с ним, у моря, дача Барбо чешского деятеля Крамаржа, выше шоссе имение Барбо-Кристо Титушкина. В имении сдаются комнаты от 15-50 руб. месяц.".
видимо, дача Титушкина была достаточно широко известна. Последние года, по совету врачей, провела в Барбо-Кристо двоюродная сестра Николая Николаевича, известная писательница и литературный критик Мария Константиновна Цебрикова, где и скончалась в 1917 году. О дальнейшей судьбе самого Николая Николаевича Титушкина и времени смерти ничего не известно.

## После революции
После окончательного установления в Крыму советской власти, 16 декабря 1920 года приказом председателя Революционного комитета Крыма были изъяты «из частного владения как разных ведомств, так и частных лиц все имения Южного берега Крыма в районе от Судака до Севастополя включительно» и передавались в ведение специально созданного Управления Южсовхоза. В имении «Барбо-Кристо» был открыт санаторий для политработников. 30 мая 1921 года имение передали Районному курортному управлению и Барбо-Кристо стал одним из корпусов санатория «Марат» — на открытке 1930 года бывшая дача подписана, как «Корпус Титушкина» санатория.
В последние десятилетия бывшая вилла, вроде бы, использовалась, как подсобное здание санатория «Марат», по другим даным, в нём расположились частные квартиры. Архитектурный облик практически утрачен и вилла находится в «совершенно плачевном и почти неузнаваемом виде».